# 新加坡宗乡会馆联合总会
新加坡宗乡会馆联合总会（英語：Singapore Federation of Chinese Clan Associations; SFCCA）是新加坡华人宗族组织的总机构。

## 历史
华人宗族组织，也称为宗乡会馆，在新加坡等东南亚地区的华人移民社区中具有历史重要性。它们为成员提供社会福利、宗教仪式、教育和调解等服务，这些成员通常属于同一宗族、祖籍地区或方言群体。1980年代以来，新加坡的华人宗乡会馆成员人数减少并趋于老龄化，它们的许多社会福利功能已经由国家提供。
新加坡宗乡会馆联合总会的起源可以追溯到1984年8个主要宗乡会馆组织举办的公开论坛，讨论了宗乡会馆的复兴问题。 时任副总理王鼎昌参加了这次会议，并支持了这些组织的计划。新加坡社团注册局于1985年12月12日批准了注册，总会于1986年1月27日正式成立。创始成员包括新加坡福建会馆、潮州八邑会馆、新加坡广东会馆、南洋客属会馆、新加坡海南会馆、三江会馆和新加坡福州会馆。 共有185个协会加入了宗乡会馆联合总会，涵盖了新加坡大多数宗乡会馆。
宗乡会馆联合总会的首任会长是银行家黄祖耀，他同时也是新加坡福建会馆的主席。2010年10月蔡天寶接任主席。2023年时主席是蔡其生。宗乡会馆联合总会最初设在福建会馆。1997年时，总部搬迁到目前位于大巴窑2巷397号的兴亚启蒙学校旧址。

## 活动

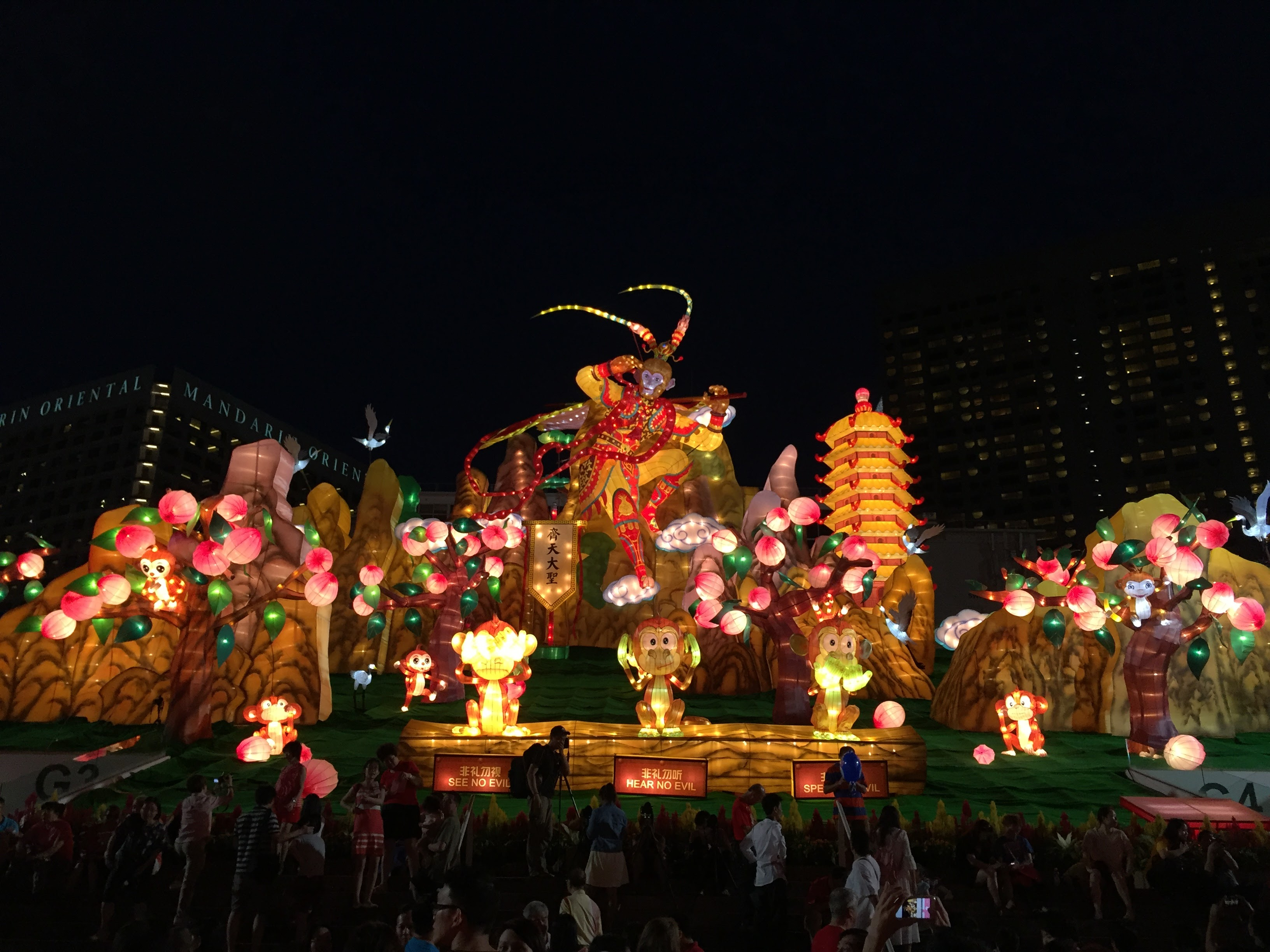
2016年《春到河畔》由宗乡会馆联合总会发起组织

宗乡会馆联合总会支持宗乡会馆的活动，并组织文化和教育活动，如庆祝农历新年的《春到河畔》。它赞助了一项奖学金，供新加坡学生在中国大学就读，并与华社自助理事会共同赞助了一项奖学金，面向新加坡学生。宗乡会馆联合总会出版一份双月刊《原》，并赞助有关中国文化和历史的出版物，例如《新加坡华人通史》（2015年）。宗乡会馆联合总会于1995年开设了研究中心——华裔馆，位于南洋理工大学内。2013年，它将新加坡华族文化中心并入，作为文化活动场所；该中心的建筑位于新加坡市中心，于2017年开放。
宗乡会馆联合总会充当了华人社区与国家之间的中介，支持政府在潜在分裂性问题上的政策，例如推广普通话取代其他华语方言，并将英语作为原先使用华语的学校的主要教学语言。在20世纪80年代和90年代的亚洲价值观辩论期间，政府则将宗乡会馆视为在推广传统价值观和防止西方价值观侵入方面的盟友。